# Гоислав I
Гоислав I (на хърватски: Gojslav I) е хърватски крал от рода Търпимировичи управлявал Хърватското кралство от 1000 г. до 1020 г. съвместно с брат си
Крешимир III.
Той е син на крал Стефан Държислав. След смъртта на баща му през 997 г. на трона се възкачва по-големият му брат Светослав Суроня. Гоислав и третият брат Крешимир III оспорват властта на Суроня и дори поискват военна помощ от българския цар Самуил. Българския владетел нахлува с войските си в Хърватия през 998 г. и опустошава Далмация чак до Задар, провокиран и от факта, че Суроня подкрепя Византия, с която Самуил е във война. След това Самуил предоставя контрола върху завладяната територия на двамата братя. През 1000 г. най-после гражданската война утихва след като Крешимир и Гоислав извършват преврат. Светослав Суроня потърсва спасение със семейството си в Унгария, а двамата братя си поделят властта. Възползвайки се от гражданската война в Хърватия венецианският дож Пиетро II Орсеоло започва военна кампания в Далмация. Така резултатът от тригодишните междуособици между тримата братя е конфликт с Република Венеция за далматинските територии, който ще продължи дълги години и ще нанесе сериозен удар върху хърватската държава.
Не е известна точната година на смъртта на Гоислав I, но се смята, че е след 1019 г., когато за последен път е споменат в хрониките.